# Tasco (ort)
Tasco är en ort i Colombia.   Den ligger i departementet Boyacá, i den centrala delen av landet, 200 km nordost om huvudstaden Bogotá. Tasco ligger 2 535 meter över havet och antalet invånare är 1 811.
Terrängen runt Tasco är kuperad västerut, men österut är den bergig. Tasco ligger nere i en dal. Runt Tasco är det ganska glesbefolkat, med 48 invånare per kvadratkilometer. Närmaste större samhälle är Belén, 17,0 km nordväst om Tasco. Omgivningarna runt Tasco är en mosaik av jordbruksmark och naturlig växtlighet.